# Deroplia verticalis
Deroplia verticalis là một loài bọ cánh cứng trong họ Cerambycidae.